# HD74145
HD74145 — хімічно пекулярна зоря спектрального класу
A6 й має видиму зоряну величину в смузі V приблизно  8,5.